# De Majesteit (schip, 1926)
Raderstoomboot De Majesteit behoort tot de grootste en meest luxueuze raderstoomboten van Europa. Een aantal salons heeft airconditioning. Op het topdek is een bar. 
Het schip kwam op 1 mei 1926 in de vaart als ‘Schnelldampfer Rheinland’ en het maakte als cruiseschip vele jaren reizen op de Rijn tussen Mainz en Keulen. 
Op 12 maart 1945 werd het door de geallieerden in brand geschoten en is het gezonken. Het werd op de werf in Kaiserswerth in oude glorie hersteld en kwam in 1951 opnieuw in de vaart. Het werd daarbij in 1958 decor voor de Elvis Presley-film G.I. Blues en het kreeg daarmee internationale bekendheid, in 1965 onder een andere naam: Rüdesheim. In 1983 werd het raderstoomschip permanent voor de wal gelegd, als restaurantschip in Keulen. 
in 1993 werd het gekocht door de huidige eigenaren, die het in zes jaar tijd geheel restaureerden en moderniseerden met behoud van authenticiteit. In 1999 kwam het weer in de vaart, nu als De Majesteit, met als thuishaven Rotterdam. Van daar uit maakt het tochten over de Nieuwe Maas, door de oude en moderne havens van Rotterdam en verder. 
In 2022 konden Rotterdammers bij de gemeenteraadsverkiezingen ook stemmen aan boord van De Majesteit, liggende op haar vaste plaats aan de Maasboulevard. Het stemlokaal was tot negen uur 's-avonds open.

## Techniek
De schepraderen worden door de stoomachine aangedreven en hebben beweegbare bladen (Morgan-patent). Daarmee heeft het schip een maximale snelheid van 24 km/uur. 
Bij de restauratie werd de klassieke constructie van het schip, zijnde de klinknagels, spanten en dekken op het middenschip geaccentueerd. Het schip werd gedokt in Zaandam en kreeg daar bijvoorbeeld ook nieuwe kimmen. In die periode kregen de stoommachine met de stoomketel na de overhaal officiële goedkeuring van het Stoomwezen. De stoomaandrijving aan boord maakt ook een stoomorgel mogelijk. Het instrument aan boord is bedacht en gebouwd door Wijnand Key. 
Er werden moderne faciliteiten als klimaatbeheersing en audiovisuele presentatiemiddelen geïnstalleerd. Ook de elektrische installatie werd aangepast en van een walstroomaansluiting voorzien. Daarbij kreeg het schip een telescopische buffetlift met een bereik van zowel het hoofd- als bovendek. 
Het schip heeft in 2023 het Green Award certificaat ontvangen op het niveau ‘zilver’. De ketel wordt niet meer met kolen gestookt, om het water te verhitten tot stoom wordt er gasolie gebruikt. Het opmerkelijke bij de emissiemetingen was, dat het resultaat zelfs na herhaalde metingen nog beter was dan dat van Stage V-motoren. 
Bij de metingen voor het award werd ook de efficiency van het rader- voortstuwingssysteem doorgelicht. De stuwkracht van het radersysteem levert een rendement op dat hoger is dan een traditionele schroef. Dit scheelt brandstof en daarmee emissies.

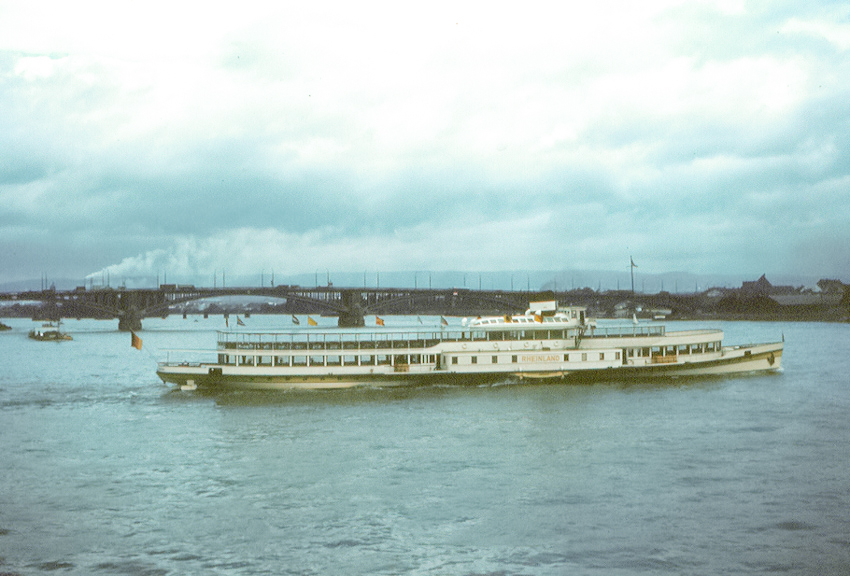
Nog als Raddampfer Rheinland in Mainz (1963)
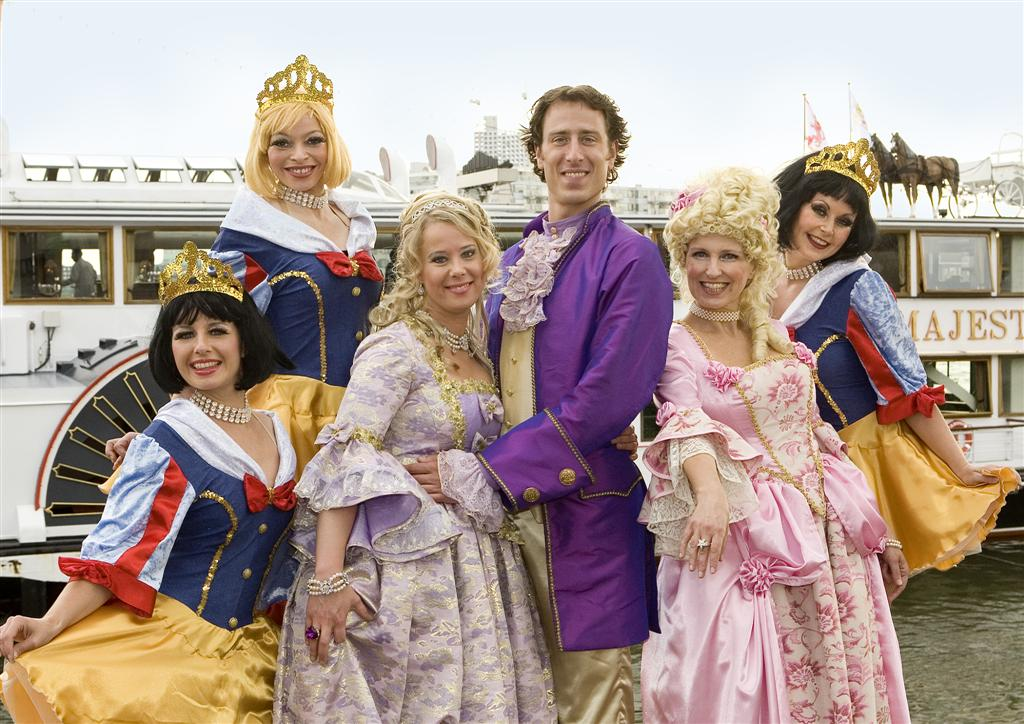
Feest aan boord
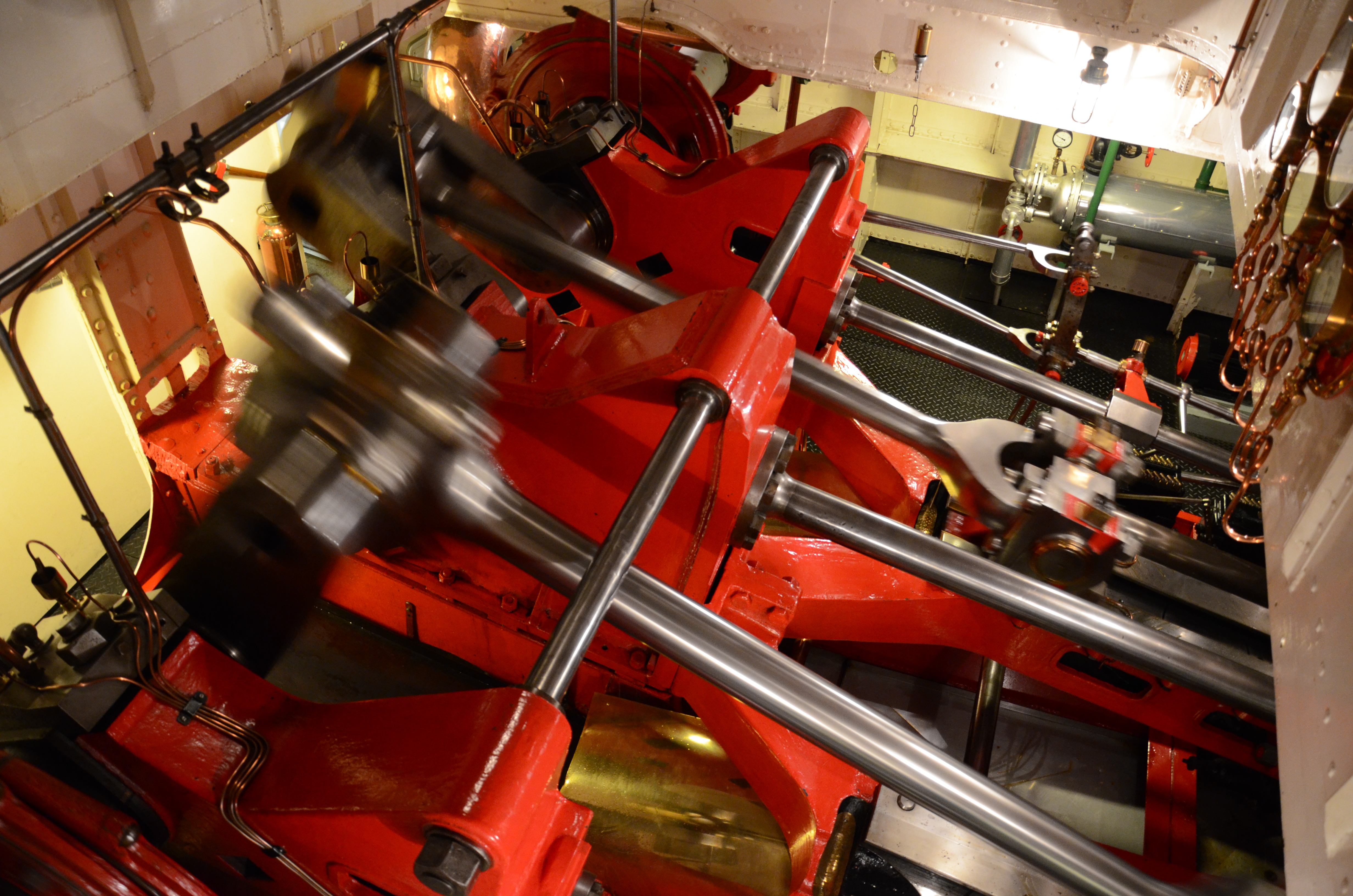
Een stukje van de stoommachine (Een drijfstang komt nog van het gesloopte zusterschip Vaterland)
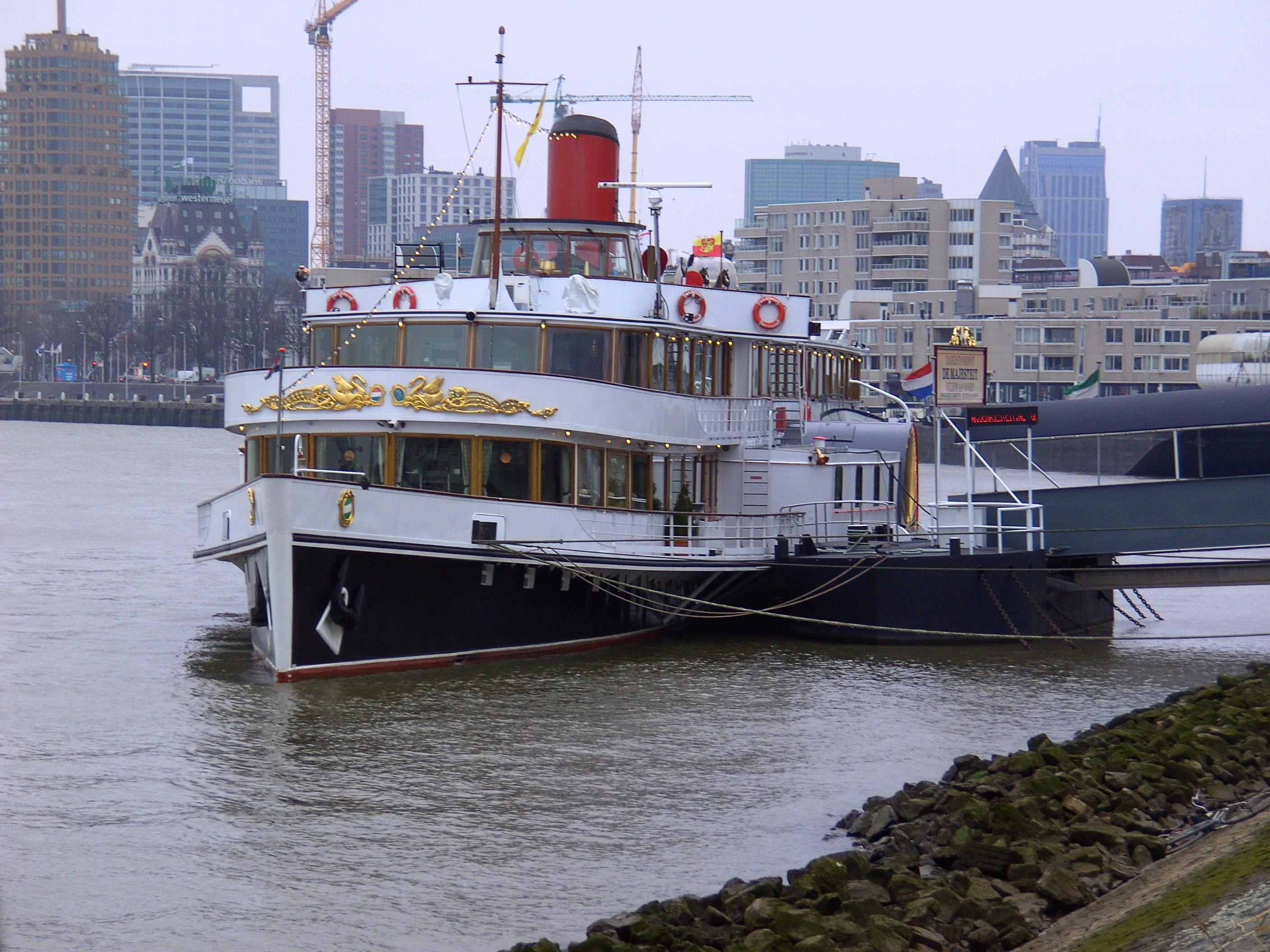
Op de huidige ligplaats